# Marjan Neshat
Marjan Neshat (* 10. Oktober 1975 in Teheran) ist eine iranische Schauspielerin, die in den USA lebt und in diversen Spielfilmen und Fernsehserien mitgewirkt hat.

## Leben und Leistungen
Ihre erste Filmrolle hatte Marjan Neshat in dem am 3. August 2001 in Portugal uraufgeführten Film Double Whammy mit Denis Leary und Elizabeth Hurley in den  Hauptrollen. Bekleidete sie in ihrem Debütfilm noch eine kleine Nebenrolle, erhielt sie eine der Hauptrollen in dem am 18. Januar 2003 in den USA uraufgeführten Drama Cry Funny Happy. Ebenfalls eine Hauptrolle spielte sie in der dramatischen Romanze Almost in Love (2013). Außerdem hatte Neshat Gastauftritte in mehreren Fernsehserien; unter anderem wirkte sie in jeweils zwei Episoden von Law & Order (Folgen 14.23, Der Tod des Kaviarkönigs, Originaltitel Caviar Emptor, und 17.4, Terror-Video, OT Fear America) sowie Law & Order: Special Victims Unit (Folgen 5.13, Grenzenloser Hass, OT Hate und 9.5, Kriegsethik, OT Harm) mit.

## Filmografie (Auswahl)

### Filme
- 2003: Cry Funny Happy
- 2004: Alfie
- 2010: Sex and the City 2
- 2013: Almost in Love
- 2014: RoboCop

### Fernsehserien
- 2004, 2006: Law & Order (2 Episoden)
- 2004, 2007: Law & Order: Special Victims Unit (2 Episoden)
- 2006: Rescue Me (2 Episoden)
- 2008: Fringe – Grenzfälle des FBI
- 2011: Blue Bloods – Crime Scene New York
- 2013: Unforgettable
- 2015–2016: Quantico